# (83956) Panuzzo
(83956) Panuzzo est un astéroïde de la ceinture principale.

## Description
(83956) Panuzzo est un astéroïde de la ceinture principale. Il fut découvert le 7 décembre 2001 à Cima Ekar par le programme Asiago-DLR Asteroid Survey. Il présente une orbite caractérisée par un demi-grand axe de 2,68 UA, une excentricité de 0,24 et une inclinaison de 12,7° par rapport à l'écliptique.

## Compléments